# سكوت ديركسون
سكوت ديركسون (بالإنجليزية: Scott Derrickson) (و. 1966  م) هو كاتب سيناريو، ومنتج أفلام، ومخرج أفلام، وكاتب أمريكي، ولد في دنفر.

## التعليم
تعلم في جامعة كاليفورنيا الجنوبية، وجامعة بيولة ‏، وجامعة بيولة ‏، في تخصص اتصال، وتحصل منها على بكالوريوس في الفنون، وجامعة بيولة ‏، في تخصص إنسانيات، وتحصل منها على بكالوريوس في الفنون، وكلية جامعة جنوب كاليفورنيا للفنون السينمائية ‏، وتحصل منها على ماجستير في الآداب.

## الأعمال

### أفلام
| السنة | الفيلم  | عمل في | عمل في        | عمل في |
| السنة | الفيلم  | أخراج  | كتابة سيناريو | منتج   |
| ----- | ------- | ------ | ------------- | ------ |
| 2025  | الأخدود | نعم    | لا            | لا     |

## روابط خارجية
- سكوت ديركسون على موقع IMDb (الإنجليزية)
- سكوت ديركسون على موقع قاعدة بيانات الأفلام العربية
- سكوت ديركسون على موقع ألو سيني (الفرنسية)
- سكوت ديركسون على موقع ميوزك برينز (الإنجليزية)
- سكوت ديركسون على موقع أول موفي (الإنجليزية)
- سكوت ديركسون على موقع بوكس أوفيس موجو (الإنجليزية)
- سكوت ديركسون على موقع قاعدة بيانات الأفلام السويدية (السويدية)
- سكوت ديركسون على موقع قاعدة بيانات الفيلم (الإنجليزية)
- سكوت ديركسون على موقع كينوبويسك (الروسية)